# عمر أبو ريشة
عمر أبو ريشة (10 أبريل 1910 – 14 يوليو 1990) شاعر سوري ولد في منبج في محافظة حلب سوريا، نشأ في بيت يقول أكثر أفراده الشعر، وتلقى تعليمه الابتدائي في مدينة حلب، وأتم دراسته الثانوية في الكلية السورية البروتستانتية (وهي ما أصبحت تعرف لاحقا بالجامعة الأمريكية) في بيروت، ثم أرسله والده إلى إنجلترا عام 1930م، ليدرس الكيمياء الصناعية في جامعة مانشستر.
يعتبر عمر أبو ريشة من كبار شعراء وأدباء العصر الحديث وله مكانة مرموقة في ديوان الشعر العربي وهو الإنسان الشاعر الأديب الدبلوماسي الذي حمل في عقله وقلبه الحب والعاطفة للوطن وللإنسان وللتاريخ السوري والعربي وعبر في أعماله وشعره بأرقى وأبدع الصور والكلمات والمعاني.

## ولادته
ولد عمر بن شافع أبو ريشة لعائلة تنحدر من الموالي من آل حيار بن مهنا بن عيسى، وهم من الفضول نسبة إلى فضل بن ربيعة من طيء. تقول رواية أنه ولد  في منبج في محافظة حلب سنة 1910. وحسب رواية أخرى، تذكر سيرة الشاعر أنه ولد في عام 1908 أو 1911 في عكا إبان إقامة والدته عند أهلها بعد نفي والده إلى تركيا.

تجسد سيرة الشاعر الشخصية العربية، فأصوله تعود إلى عدة أقطار عربية، وتنقل في حياته بين أقطار عربية عديدة. والدته خيرة الله اليشرطية، أسرتها فلسطينية من أصول تونس.

### إخوته وأخواته
اشتهر من إخوته وأخواته ظافر وزينب. أما ظافر فله ديوان شعر بعنوان «من نافذة الحب» طُبِعَ عام 1981، وأيضاً له ديوان ثانٍ «لحن المساء»، وأما زينب فكانت شاعرة جيدة، تهافتت كبريات الصحف على نشر قصائدها». أما الأخت الكبرى فاسمها سارة.

## الوظائف
- مديرا لدار الكتب الوطنية في حلب
- انتخب عضوا في المجمع العلمي العربي بدمشق عام 1948
- عضو الأكاديمية البرازيلية للآداب كاريوكا- ريودي جانيرو
- عضو المجمع الهندي للثقافة العالمية
- ملحق ثقافي لسورية في الجامعة العربية
- وزير سوريا المفوض في البرازيل 1949 م 1953 م
- وزير سوريا المفوض للأرجنتين وتشيلي 1953 م 1954 م
- سفير سوريا في الهند 1954 م 1958 م
- سفير الجمهورية العربية المتحدة للهند 1958م 1959 م
- سفير الجمهورية العربية المتحدة للنمسا 1959 م 1961م
- سفير سوريا للولايات المتحدة 1961 م 1963م
- سفير سوريا للهند 1964 م 1970 م

## الجوائز والأوسمة
حصل الشاعر عمر أبو ريشة على أوسمة من البرازيل، الأرجنتين، النمسا، لبنان وسوريا، وكُرِّم في العديد من المؤتمرات العربية والدولية والعالمية.

## وفاته
توفي الشاعر عمر أبو ريشة، إثر إصابته بجلطة دماغية في مدينة الرياض في المملكة العربية السعودية، يوم السبت الثاني والعشرين من ذي الحجة عام 1410 هجري، الموافق للرابع عشر من تموز عام 1990 ميلادي، ونُقل جثمانه بطائرة خاصة ليدفن في مدينة حلب.

## أعماله الأدبية
للشاعر عمر أبوريشة الكثير من الأعمال والمسرحيات الشعرية المهمّة في تاريخ الشعر العربي الحديث. ومن هذه الأعمال والدواوين والمجموعات الشعرية نذكر:
- ديوان بيت وبيان
- ديوان نساء
- ديوان كاجوارد.
- غنيت في مأتمي
- أمرك يا رب
- مسرحية تاج محل
- مسرحية علي
- مسرحية سميراميس
- مسرحية محكمة الشعراء
- مسرحية الحسين
- مسرحية شعرية رايات ذي قار
- مسرحية الطوفان

وللشاعر الكبير ديوان شعر باللغة الإنجليزية، والكثير من المؤلفات والقصائد الشعرية المهمّة والتي تعد من أبدع الأعمال الشعرية بين شعراء العرب في النصف الثاني من القرن العشرين.

## نموذج من شعره
ومن بعض أشعاره الخالدة هذه القصيدة الرائعة التي يتابع فيها حملاته على المتهاونين بحق أمتهم وشؤون بلادهم ويقول فيها:
تتـسـاءلـين عـلام يحيـا هــؤلاء الأشـقـيـاء
المتـعــبون ودربـهـم قفـرٌ ومرماهم هبـاء
الذاهـلون الـواجـمون أمـام نعش الكـبريـاء
الصابرون على الجراح المطرقون على الحـياء
أنـســتـهـم الأيـام مـا ضحك الحياة وما البكاء
أزرت بـدنـياهم ولــم تـترك لـهـم فـيها رجاء
تتساءلين! وكيف أعلم؟ مـا يـرون عـلى البقـاء
امضي لشأنك، اسكتي أنـا واحـدٌ من هـؤلاء

## وصلات خارجية
- عمر أبو ريشة على موقع أرشيف الشارخ.
- ديوان الشاعر عمر أبو ريشة على موقع الموسوعة العالمية للشعر العربي
- بوابة الشعراء: ديوان عمر أبو ريشة